# Теразини
Теразини (итал. Terrasini) је насеље у Италији у округу Палермо, региону Сицилија.
Према процени из 2011. у насељу је живело 9973 становника. Насеље се налази на надморској висини од 49 м.

## Становништво
Према резултатима пописа становништва 2011. у општини је живело 11.985 становника.
| 1931. | 1936. | 1951. | 1961. | 1971. | 1981. | 1991.  | 2001.  | 2011.  |
| ----- | ----- | ----- | ----- | ----- | ----- | ------ | ------ | ------ |
| 6.169 | 6.401 | 7.986 | 8.547 | 8.437 | 8.736 | 10.544 | 10.686 | 11.985 |